# Театральность

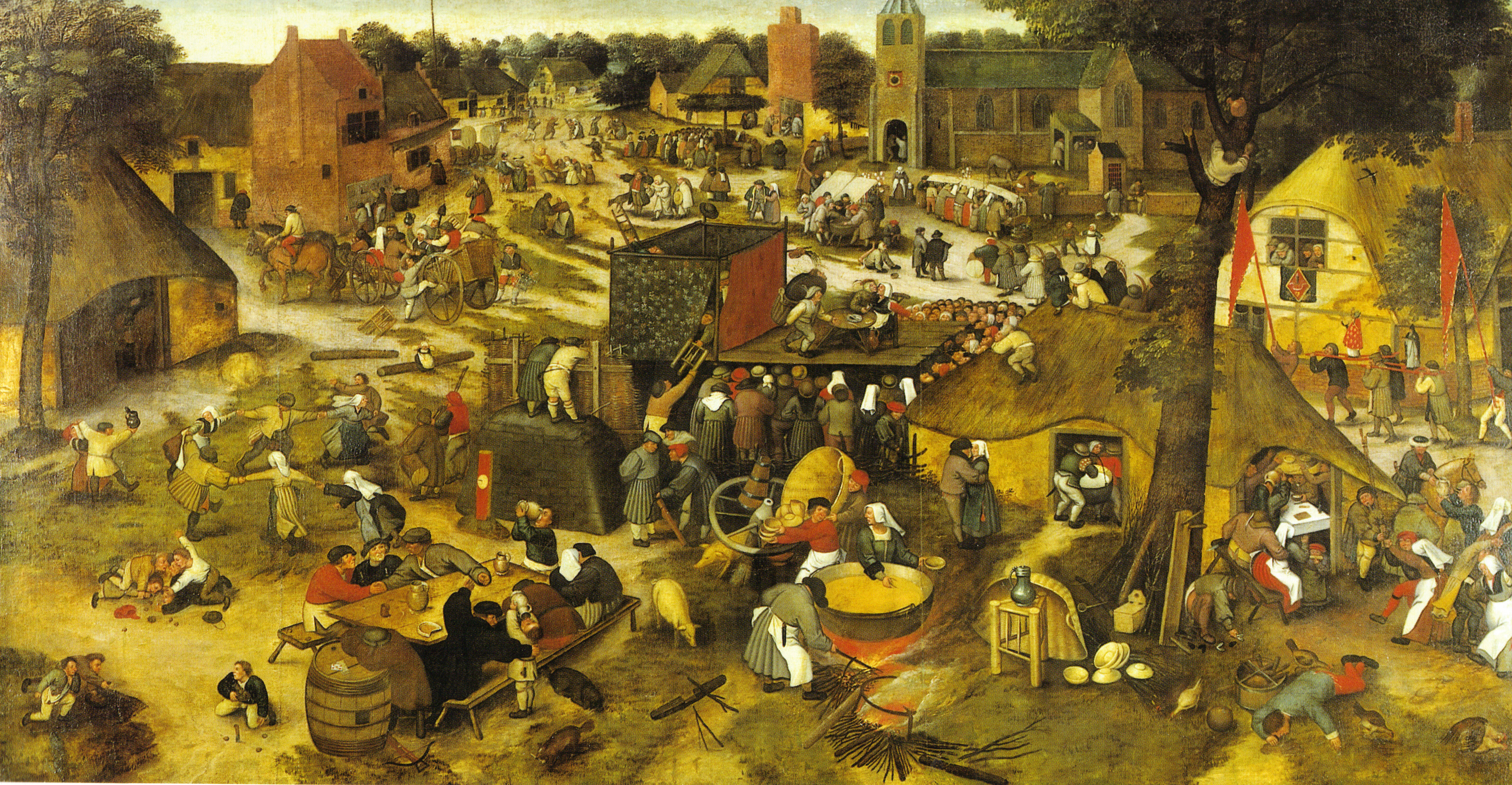
Фламандский художник из круга Питера Брейгеля Младшего. Деревенский праздник с театральным представлением, ок.1600

Театральность — понятие истории, теории, социологии театра, обозначающее совокупность выразительных средств, которые отличают театр (сценическое искусство), театральную «реальность» от других видов искусств (изобразительных, словесных) и от столь же условных конструкций «реальности», выстроенной их собственными средствами.

## Семантикапонятия
С одной стороны, в данном понятии подчеркивается выделенность, самостоятельность театра как искусства, что характеризует сравнительно позднюю стадию социальной автономизации и профессионализации различных действ, представлений, церемониалов (обрядовых, сакральных, сословно-придворных, праздничных народно-площадных, погребальных), с другой — указывается на постоянно присутствующую, хотя и исторически, социально, культурно изменчивую соотнесенность профессионального театра с более широким контекстом различных коллективных репрезентаций (публичных исполнений, показов, розыгрышей, включая спортивные, политические, судебные и др.). Эта соотнесенность (связь) выступает, в частности, предпосылкой понимаемости (внятности) культурных условностей профессионального театра, актёрской игры, декораций и др. для широкого зрителя, исторически конкретных слоев публики. Тем самым, в генезисе и употреблении понятия театральность подчеркивается его, во-первых, историчность, культурная и социальная обусловленность и релятивность (так говорят о театральности античного и средневекового, ренессансного или романтического театра, театральных представлений Запада, Востока, Африки и проч.), а, во-вторых, общий (социокультурный) характер норм конструирования сценической реальности, конвенций актёрского поведения, которые разделяются, относительно близко воспринимаются, понимаются, оцениваются и создателями спектакля (режиссёр, художник, труппа и др.), и их публикой и критикой.
Понятие театральности прежде всего сосредоточено на внетекстовых (внесловесных) аспектах деятельного представления  — пространственно-временных параметрах действия, мизансцене, жестикуляции и, шире, телесном поведении актёров, сценическом освещении, ритмике, музыке и т. п. Этот перенос центра тяжести, в сравнении с так называемым реалистическим театром и его эстетикой характеров, переживания, вчувствования и проч., отражает сближение новейших режиссёрских и актёрских поисков с традициями восточного, африканского, латиноамериканского ритуала и магии, экспериментирование с невербальными формами спектакля в современной театральной режиссуре. Наконец, он связан с общим кризисом слова, с одной стороны, и репрезентации в условиях тотальной медиатизации, с другой, в новейшей западной культуре и теоретической мысли, а отсюда и кризисом собственно «драматического театра», построенного на слове (концепция «постдраматического театра» у Х.-Т. Лемана). Эстетике спектакля, основанного на верности тексту пьесы, замыслу её автора и т. п., указываются тем самым определенные границы, в том числе — цивилизационные, исторические.

## К теоретической истории понятия
Поскольку проблема театральности связана с самой спецификой сценического зрелища, условий его создания, воссоздания и восприятия, в наиболее открытом и обостренном виде она поднимается и дебатируется в периоды слома устоявшихся театральных, шире — социальных и общекультурных, конвенций. Так было, в частности, в театре рубежа XIX—XX в. (Г. Крэг, Вс. Мейерхольд, Н. Евреинов), в межвоенных театрально-эстетических концепциях Арто и Брехта при всех различиях между ними, в поисках режиссёров европейского и американского театра 1960—1970-х годов и т. д. (Т. Кантор, Е. Гротовский, П. Брук, Э. Барба, Р. Уилсон и др.).
В 1970-е годы возникают и научные труды, рассматривающие проблему, её культурантропологические аспекты в теоретическом и историческом плане. Одним из первых и наиболее капитальных среди них стала монография британской исследовательницы Элизабет Бёрнс Театральность (1972), опиравшейся на социологическую концепцию фреймов и репрезентативного поведения у Ирвина Гофмана, в феноменологической социологии, а также на театральную эстетику Бертольда Брехта. На общность метафор театра (мир-театр) и роли в повседневной жизни, искусстве и социальной теории, помимо И. Гофмана, указывали Дж. Г. Мид, К. Бёрк, Ги Дебор, Х. Д. Данкан, С. Лайман и М. Скотт и др.
Новую остроту разработка понятия театральность приобрела в 1990-е — 2000-е годы, в связи с исчерпанием представлений о постмодерне и постмодернизме, что выдвинуло на первый план понятие перформативности (Эрика Фишер-Лихте), заставило заново пересмотреть категорию перформанса (Ричард Шехнер) и др.
В методологическом плане понятие театральность по его функциональному значению в театроведческой, культурологической, социологической теории близко к категории литературность, введенной в науки о литературе Романом Якобсоном.